# Liolaemus zapallarensis
Liolaemus zapallarensis este o specie de șopârle din genul Liolaemus, familia Tropiduridae, descrisă de Müller și Hellmich 1933.

## Subspecii
Această specie cuprinde următoarele subspecii:
- L. z. zapallarensis
- L. z. ater
- L. z. sieversi